# Schildhorn

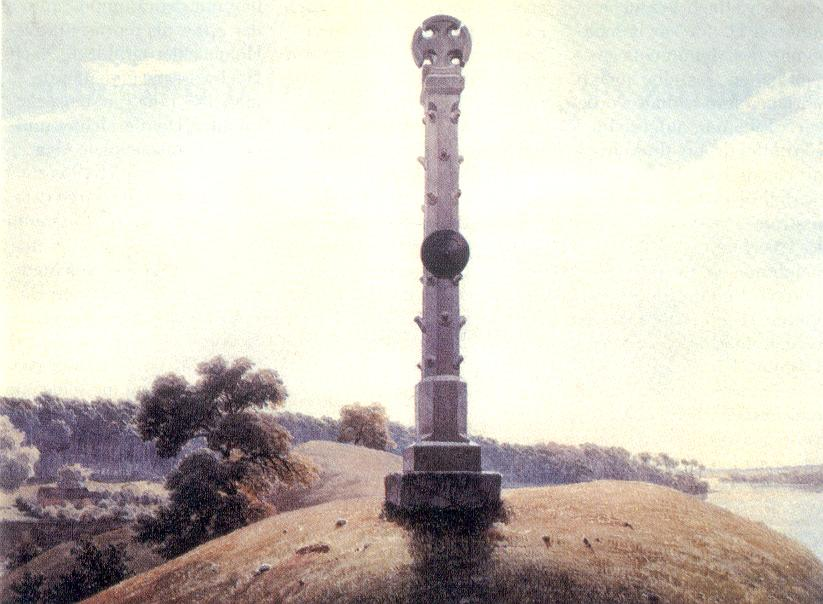
Ölgemälde Schildhorndenkmal von Eduard Gaertner, 1848

Schildhorn ist eine Landzunge im Landschaftsschutzgebiet Grunewald im gleichnamigen Berliner Ortsteil Grunewald des Bezirks Charlottenburg-Wilmersdorf. Die rund 110 Meter breite Halbinsel ragt rund 400 Meter in die Havel hinein und bildet eine kleine Bucht, die Jürgenlanke.
Das Schildhorn, die Jürgenlanke und das denkmalgeschützte Ensemble Wirtshaus Schildhorn galten in den 1880er Jahren als Lieblingsziel der Berliner Sonntagsausflügler. Der Rückgang der Ausflugsgastronomie nach dem Zweiten Weltkrieg führte zu einem Funktions- und Attraktivitätsverlust des Gebietes, den der Berliner Senat trotz gezielter Gegenmaßnahmen nur zum Teil auffangen konnte.
Anziehungspunkt der Besucher ist neben der Havellandschaft und der Gastronomie das Schildhorndenkmal, das Friedrich August Stüler nach Bleistiftskizzen Friedrich Wilhelms IV. von Preußen 1845 entworfen hatte. Das Denkmal gehörte zu einer bildhauerischen Dreiergruppe, mit denen der König in den „oft todten uninteressanten Gegenden“ der Mark Brandenburg Wendepunkte der Landesgeschichte markieren wollte. Es besteht noch, ist aber weitgehend in Vergessenheit geraten. Die auch „Schildhornkreuz“ genannte Säule symbolisiert die Schildhornsage aus dem 19. Jahrhundert um den Slawenfürsten Jacza von Köpenick, der hier 1157 im Gründungsjahr der Mark Brandenburg vor Albrecht dem Bären durch die Havel geflohen sein soll. Aus Dankbarkeit für seine Rettung habe sich Jacza zum Christentum bekannt und seinen Schild und sein Horn an einen Baum gehängt. Seither heiße die Landzunge Schildhorn.

## Geografie und Geologie

### Lage und Verkehrsanbindung

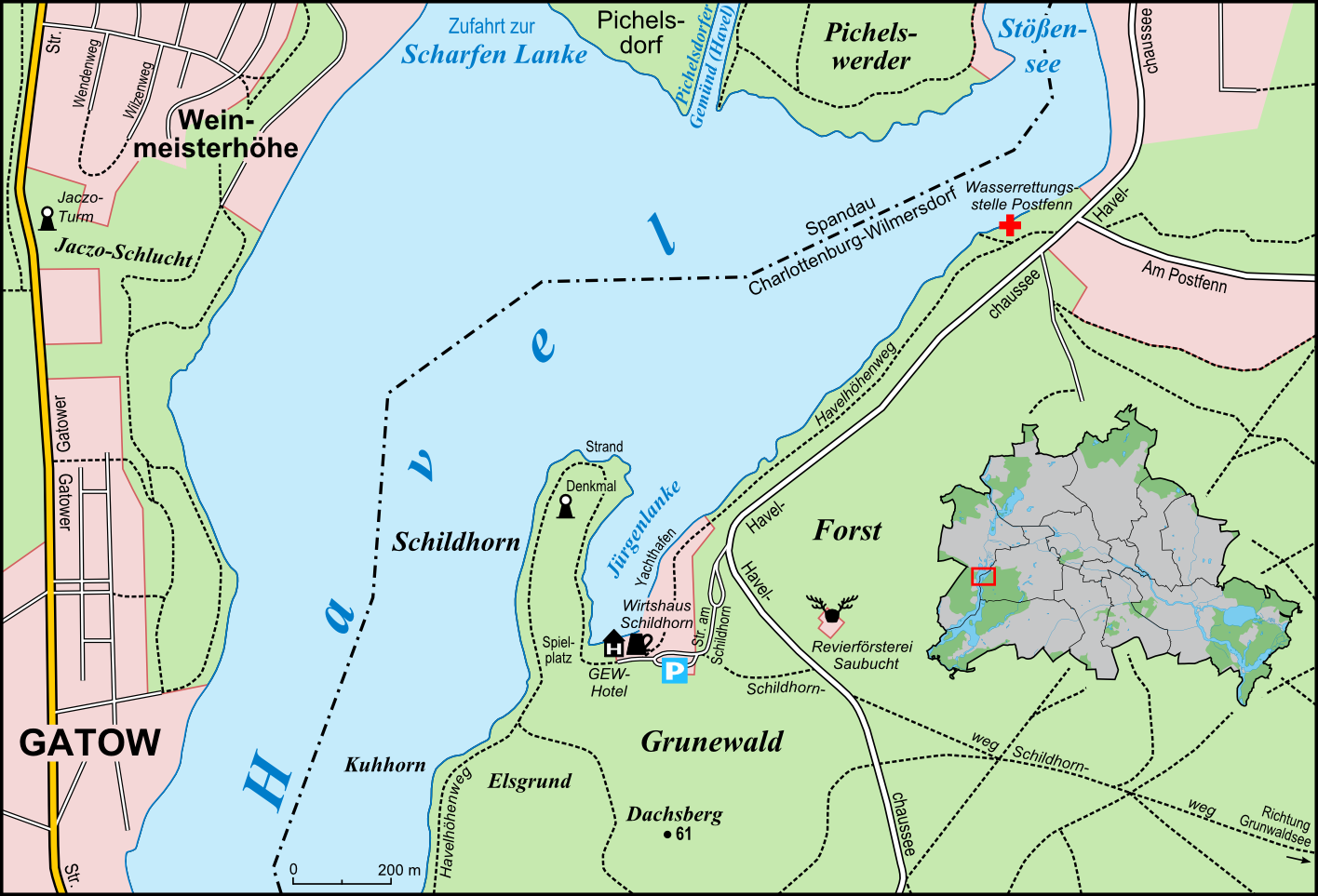
Karte Schildhorn und Umgebung, 2008

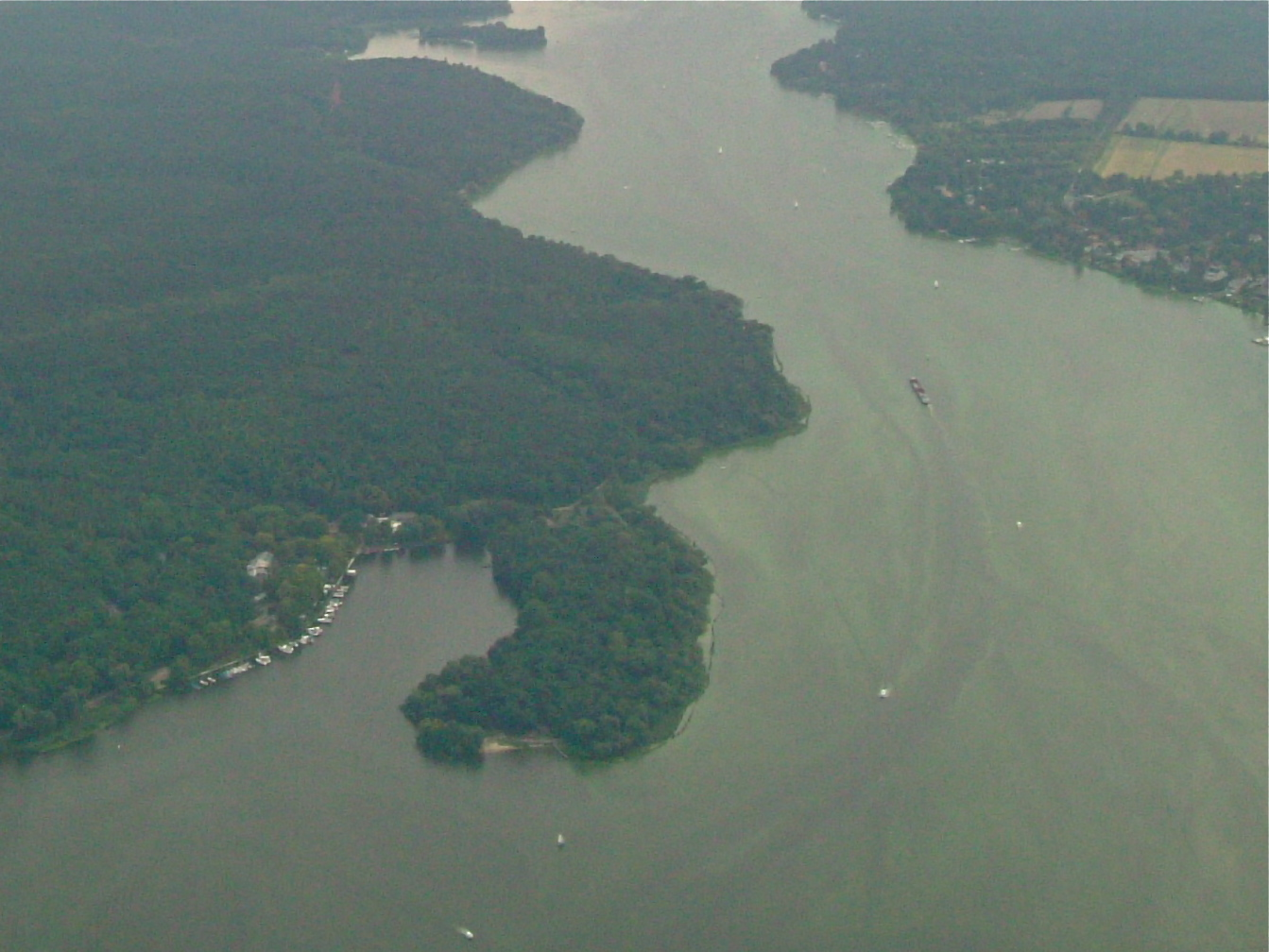
Luftbild von Schildhorn und Havel von Norden, 2008

Schildhorn und Jürgenlanke liegen im Berliner Grunewald am östlichen Havelufer zwischen dem südlichen Kuhhorn und der nördlichen DLRG-Wasserrettungsstation Postfenn. Die Halbinsel ragt in nördlicher Richtung in die Havel, die sich hier zu einer Seenkette erweitert, hinein und läuft auf die rund 800 Meter entfernte Halbinsel Pichelswerder zu. Das gegenüberliegende westliche Havelufer mit den Spandauer Ortsteilen Gatow und Wilhelmstadt (Ortslage Weinmeisterhöhe) ist rund 600 Meter entfernt. Landeinwärts in östlicher Richtung befindet sich die Revierförsterei Saubucht und nach weiteren rund 400 Metern folgt am Schildhornweg der Friedhof der Namenlosen, der Friedhof Grunewald-Forst. Nach weiteren rund 1,5 Kilometern schließt sich das Naturschutzgebiet Teufelsfenn mit dem Teufelssee an. Mehrere Wanderwege, darunter der Schildhornweg, führen aus dem Grunewald zur Landzunge.
An das Straßennetz sind die Halbinsel und die Bucht ausschließlich über die Havelchaussee angebunden, die etwas oberhalb am Hang verläuft. Von der Chaussee führen zwei Stichstraßen hinunter. Eine führt zum Yachtclub Schildhorn und die zweite, die Straße Am Schildhorn, an dem kleinen Restaurantbetrieb Schildhornbaude vorbei zu einem öffentlichen Parkplatz, der kurz vor der Halbinsel am historischen Wirtshaus Schildhorn liegt. Dessen hauseigene Anlegestelle steuern nur gelegentlich kleinere Schiffe im Ausflugsverkehr an.

### Teil des Teltow

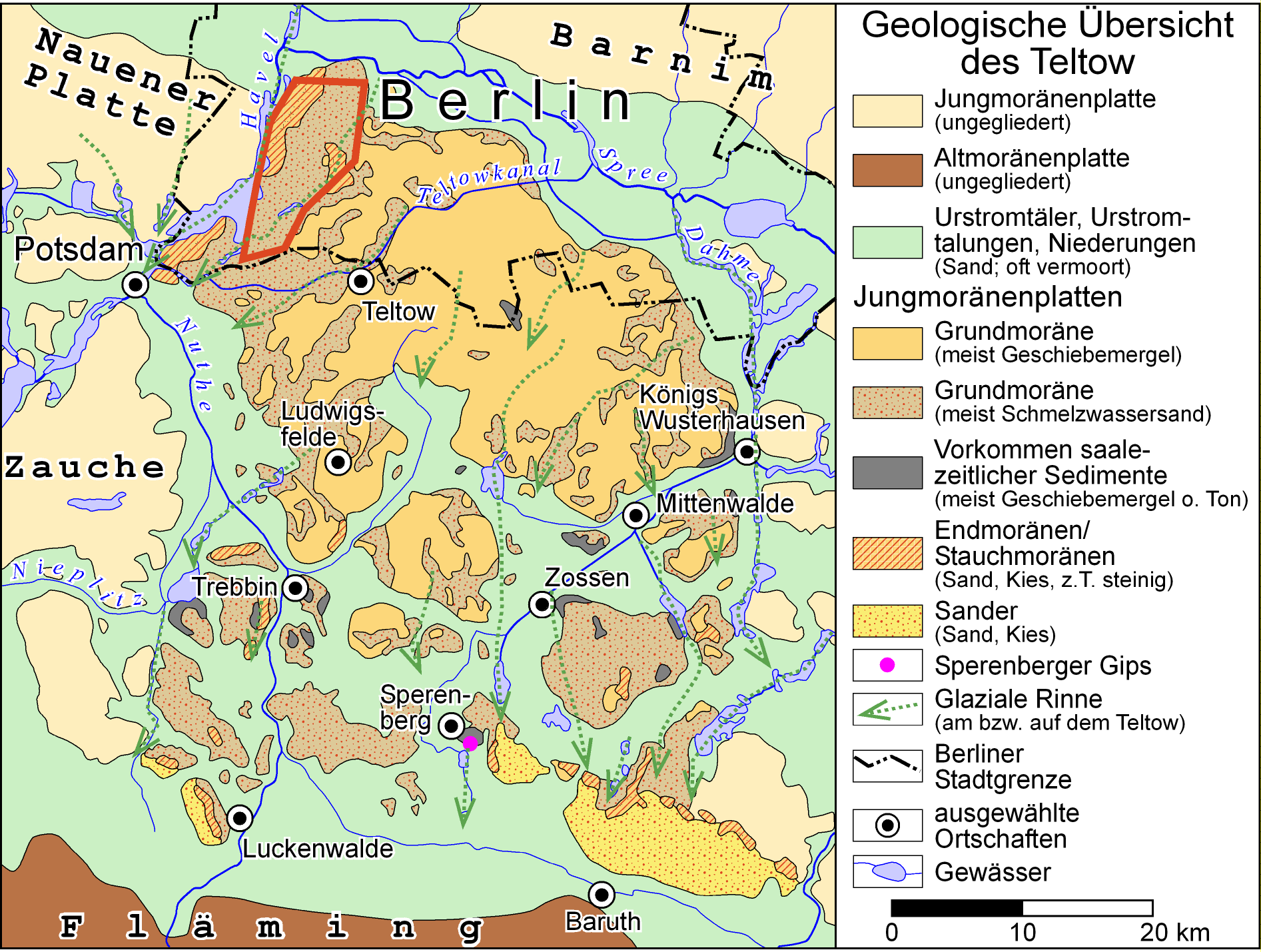
Geologische Übersichtskarte des Teltow mit Grunewald (rot eingerahmt). Schildhorn liegt im Bereich der rot schraffierten Stauchendmoräne

Geologisch und auch kulturräumlich gehört Schildhorn zum Teltow, der nach Westen in der Havelniederung ausläuft. Die Havel trennt die weichseleiszeitliche Teltowhochfläche von der nordwestlich gelegenen Nauener Platte mit Gatow und Teilen von Wilhelmstadt. Während die Grundmoränenplatte des Teltow in weiten Teilen flachwellig ausgebildet und von Geschiebemergel bestimmt ist, dominieren im Grunewald außergewöhnlich mächtige (20 Meter und mehr) Schmelzwassersande aus der Vorstoßphase des Inlandeises. Im Bereich um Schildhorn hat das vorstoßende Eis die Sande zudem kräftig gestaucht (gestört), sodass hier ein bewegtes Relief einer Stauch-/Endmoräne das Landschaftsbild bestimmt.
Insbesondere der Nordrand des – der Schildhorn-Halbinsel benachbarten – 61 Meter hohen Dachsberges weist eine mächtige Stauchung auf. Schildhorn folgt unmittelbar auf die westlichen Ausläufer des Dachsbergs, getrennt lediglich durch eine schmale Senke am Fuß der Landzunge. Gleich nach dem dort gelegenen Spielplatz steigen die Sande wieder an und bilden den für Schildhorn bestimmenden Höhenzug, der rund zehn Meter über der Wasseroberfläche der Havel liegt. Umgeben ist der Höhenzug der Halbinsel von einem flachen, zumeist nur wenige Meter breiten, Uferstreifen. Noch zum Ende des 19. Jahrhunderts überflutete Hochwasser gelegentlich die kleine vorgelagerte Senke und trennte Schildhorn vollständig vom Festland ab.

### Hydrologie und Klima
Die Jürgenlanke hat eine Wasseroberfläche von rund sechs Hektar, das Volumen liegt bei rund 120.000 m³. Die geringe Wassertiefe von durchschnittlich zwei Metern und die Funktion der Bucht als Natürlicher Vorfluter der Havel bedingt eine starke Eutrophierung. Aufgrund des fehlenden Durchflusses findet ein stark eingeschränkter Wasseraustausch statt, der bis zur Stagnation des Wassers führen kann. Den Gewässergrund bildet eine im Vergleich zu anderen Havelbereichen mächtige (zwei bis sechs Meter) Faulschlammschicht. Aufgrund ihrer geringen Tiefe, mangelnder Strömung und Sonneneinstrahlung friert die Jürgenlanke im Winter schnell zu.
Das Schildhorn und die Jürgenlanke liegen in einer gemäßigten Klimazone im Übergangsbereich vom atlantisch geprägten Klima Nord-/Westeuropas zum kontinentalen Klima Osteuropas. Das Klima entspricht dem der Berliner Stadtrandlagen. Dabei gehört das Schildhorn als Bestandteil des Grunewalds zu einer der innerstädtischen „Kälteinseln“.
Siehe Abschnitt Klima im Hauptartikel: Berlin

## Schutzgebiete, Flora und Fauna, Freizeit

### Landschafts- und Wasserschutzgebiet
Der erste amtliche Naturschützer Berlins, Max Hilzheimer, beantragte in den 1920er Jahren Schutzverordnungen für verschiedene Gebiete in der 1920 gegründeten Stadt Groß-Berlin, darunter das Naturschutzgebiet Schildhorn. Den Antrag für das Schildhorn setzte die Stadt nicht um. Seit 1963 ist die Halbinsel Bestandteil des 3063 Hektar umfassenden Landschaftsschutzgebietes Grunewald, das mit Verordnung vom 12. Juni 1963 gebildet wurde. Mit dem Flächennutzungsplan von 1978 ordnete die Stadt Berlin dem Gesamtbereich Schildhorn/Jürgenlanke den Status Öffentliche Grünfläche zu, mit der Folge, dass mit Ausnahme gastronomischer Einrichtungen Neubauten grundsätzlich nicht mehr möglich sind. Zu den seit den 1990er Jahren innerhalb des LSG Grunewald ausgewiesenen Natura-2000-Gebieten (FFH und SPA) zählt das Schildhorn nicht. Die Landzunge liegt im Wasserschutzgebiet des Wasserwerks Tiefwerder. Der engere Kreis um die Brunnengalerie Schildhorn ist als Wasserschutzzone I unzugänglich.

### Flora und Fauna

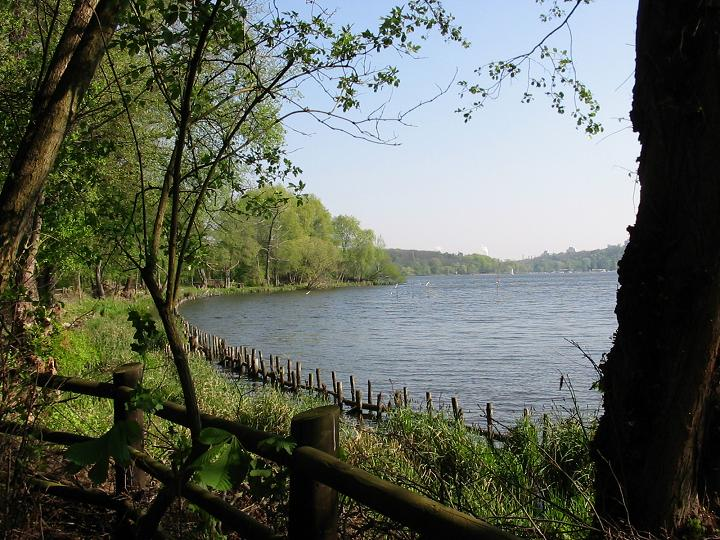
Ostufer zur Jürgenlanke mit Schutzeinrichtung für den Röhrichtgürtel

Ein dichter und geschützter Röhrichtgürtel umgibt den Uferstreifen der Landzunge. Die Böschungen und den Höhenzug prägt zu großen Teilen ein Mischwald, dessen Baumbestand vor allem aus Waldkiefern, Eichen und, nach den Kahlschlägen im Mittelalter und nach dem Zweiten Weltkrieg, aus Pioniergehölzen wie Sandbirken, Ebereschen und Robinien besteht. In den Strauchbereichen und Ufergebüschen wachsen Wildrosen und vereinzelte Späte Traubenkirschen. Ruderalpflanzen wie Große Brennnessel, die Nachtkerzenart Oenothera speciosa oder Kahles Bruchkraut dominiert in der Krautschicht. Die Trittrasenflächen haben hohe Anteile an Weidelgras und einjährigem Rispengras. Zahlreich vertreten ist stehendes und liegendes Totholz, das einer Vielzahl von Organismen Lebensraum bietet und große Bedeutung für den Artenschutz der zahlreichen Käfer hat. Einige abgestorbene und absterbende Bäume sind von Hopfen bewachsen. Unmittelbar nördlich schließt sich an das Schildhorn eine Auenlandschaft an, in der sich Restbestände des einst ausgedehnten Fahlweiden-Schwarzerlen-Auenwaldes und dichte Uferweidengebüsche finden. Die Jürgenlanke weist vereinzelte See- und Teichrosenbestände auf. Aufgrund der starken Eutrophierung der oft faulig riechenden Bucht treten gelegentlich Algenblüten auf.
In den Röhrichten brüten zahlreiche Entenvögel und Rohrsänger, darunter der gefährdete Drosselrohrsänger. Das relativ feine, meist sandige Substrat bietet einen idealen Lebensraum für die Larven der Gemeinen Keiljungfer, einer Libelle aus der Familie der Flussjungfern. Im Wald dominieren Singvögel und gelegentlich ist das Klopfen eines Buntspechts zu hören. Aus der Klasse der Reptilien sind die Blindschleiche und die Zauneidechse vertreten. Kleinsäuger sind auf dem Schildhorn heimisch, während die im Grunewald zahlreichen Wildschweine sowie Rehe und Dachse selten auf die Halbinsel gelangen.

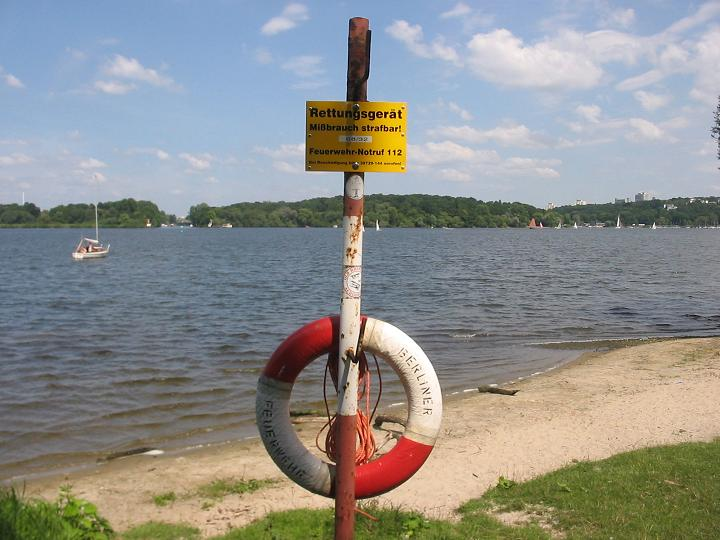
Strand an der Schildhornspitze

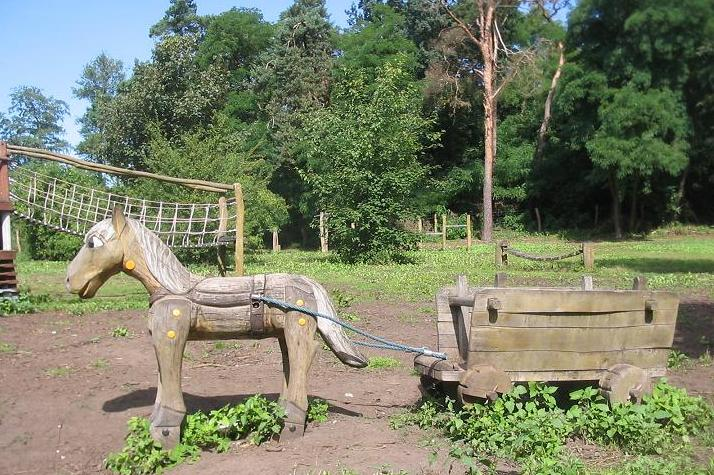
„Spielplatz Schildhorn – Fürst Jaczo auf der Spur“

### Strand und Wege
An der Spitze der Landzunge weitet sich der ansonsten schmale Uferstreifen und Schildhorn läuft mit einem rund 100 Meter langen Strandabschnitt aus. Der vielbesuchte Strand verfügt über die historische Wasserrettungsstation Schildhorn, die von der DLRG betrieben wird und deren Steg weit in die Havel hineinführt. Die Station ist nach dem Rettungsdienst aus dem Jahr 1908, der unterhalb des Grunewaldturms rund 1,6 Kilometer südlich liegt, die zweitälteste Berliner Wasserrettungsstation. Schildhorn ist als Abstecher und „Wissenspunkt 07“ Bestandteil des gut ausgeschilderten und mit Informationstafeln versehenen Havelhöhenwegs (Abschnitt 1). Der Wanderweg führt oberhalb der Jürgenlanke vorbei und dann hinunter in die schmale Senke am Fuß von Schildhorn. Vor dem in der Senke gelegenen Spielplatz teilt sich der Weg und umrundet die Halbinsel auf dem schmalen Uferstreifen in beide Richtungen. In der Mitte des hinteren Spielplatzbereichs führt eine Steintreppe auf den Höhenrückenweg, an dessen Ende das Schildhorndenkmal steht.
Die Spielgeräte auf dem weitläufigen Waldspielplatz sind weitgehend aus Holz geformt. Neben einigen der üblichen Spielgeräte wie Schaukel, Rutsche oder Kletternetz gibt es Holzfiguren wie ein kleines Pferd mit Pferdewagen. Mit dem Konzept des Platzes und einer kindgerechten Informationstafel unter dem Titel „Spielplatz Schildhorn – Fürst Jaczo auf der Spur“ will die Berliner Senatsverwaltung die Kinder animieren, „in die Welt des Jaczo ein[zu]tauchen“. Allerdings enthält die Tafel die verbreitete Fehlinformation zur Namensgebung: „Fürst Jaczo hängte hier sein Schild und sein Horn an einen Baum, und gab so dem Schildhorn seinen heutigen Namen“.

## Geschichte

### Etymologie
Die Schildhornsage legt zwar nahe, dass der Name Schildhorn auf sie zurückgeht, und einige Darstellungen und Gedichte betonen diese Namensgebung ausdrücklich (siehe unten). Dennoch ist die Ableitung nicht belegt. Vielmehr beruht der Name etymologisch sehr wahrscheinlich auf der Übersetzung eines slawischen Wortes als Schild und auf dem mittelniederdeutschen geografischen Begriff Horn für Landzunge, Landvorsprung; fast alle Namen größerer Ufervorsprünge an den Havelseen enden auf –horn, beispielsweise Kuhhorn, Breitehorn oder Weinmeisterhorn. Nach Gerhard Schlimpert leitet sich möglicherweise auch das Bestimmungswort Schild aus der Form der Landzunge ab, deren Höhenzug von der Havel aus gesehen der Form eines Schildes ähnelt. Wahrscheinlicher sei jedoch, dass Schild die Übersetzung des slawischen Gewässerflurnamens Styte sei, deren polabische Grundform Ščit dem urslawischen ščitž = Schild zugrunde liege. Die Styte habe in unmittelbarer Nähe des Schildhorns gelegen und ist 1590 und 1704 im Erbregister Spandau als Die Styte belegt. Im Slawischen sei der Flurname noch in den 1930er Jahren lebendig gewesen.

### Siedlungsgeschichte bis 1860

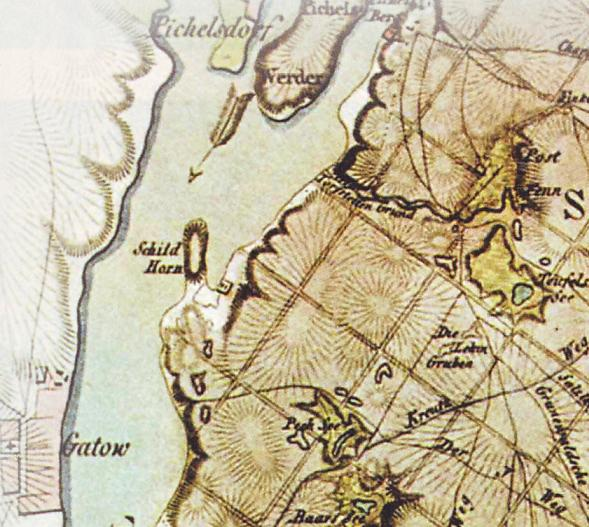
Eine der ersten Karten, die das Schildhorn bezeichnen: Der Teltowische Creis von 1788

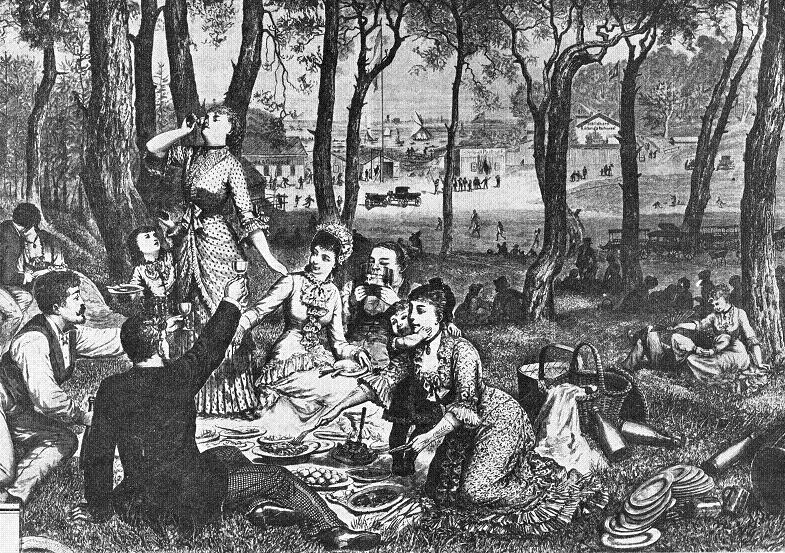
Ein Picknick im Grunewald mit Blick auf die Jürgenlanke und das Wirtshaus Schildhorn; Zeichnung von Knut Eswall, 1881

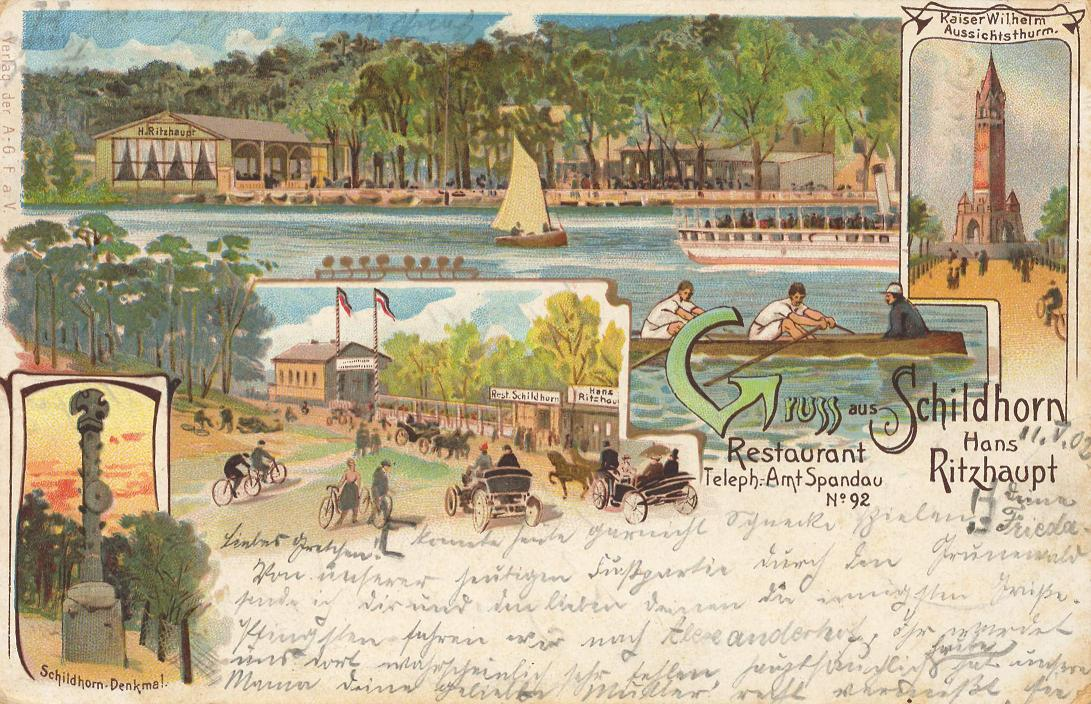
Ansichtskarte mit Ausflugsgrüßen von 1902

Mit einiger Sicherheit gab es seit dem 12. Jahrhundert eine jungslawische Siedlung am Schildhorn, die bis in die frühdeutsche Zeit hinein Bestand hatte. Die erste schriftliche Erwähnung der Halbinsel unter dem Namen „Schildhorn“ findet sich im Spandauer Erbregister 1590 („[…] wo ein Garnzug der Havelfischer ‚der Schildhorn‘ heißt.“). Eine Urkunde von 1608 im Staatsarchiv Potsdam enthält die Schreibweise „Schilthorn“ und 1704 heißt es, wieder im Erbregister, „Schildthorn“. Als erste Landkarte verzeichnet die Oesfeldsche Karte der Gegend um Berlin aus dem Jahr 1786 die Halbinsel unter dem Namen Schildhorn. Die Statistisch-topographische Beschreibung der gesammten Mark Brandenburg aus dem Jahr 1805 von Friedrich Wilhelm August Bratring hat im Band 2 die Angabe „Schildhorn, Etablissement einiger Büdner, nahe bei Spandau“. 1845 ließ Friedrich Wilhelm IV. auf der Spitze der Landzunge das Schildhorndenkmal errichten. Daneben bestanden Schildhorn und Jürgenlanke bis zum Ende der 1850er Jahre „[…] nur aus einigen wenigen strohgedeckten Fischerhäusern und einer Holzwärterbude der Königlichen Forst-Ablage, von der das im Grunewald geschlagene Holz über die Havel geflößt wurde.“ Eine Statistik von Richard Boeckh verzeichnet das Schildhorn 1861 erstmals mit zwei Wohnhäusern und ein Verzeichnis von 1897 nennt erstmals ein Gasthaus. Dabei liegen sämtliche, auch später entstandenen Gebäude und Einrichtungen nicht auf dem Schildhorn selbst, sondern kurz vor der Halbinsel im Uferbereich der Jürgenlanke.

### Lieblingsziel der Berliner in den 1880er Jahren
Der Bau der Havelchaussee zwischen 1879 und 1885 verband Schildhorn, das rund dreizehn Kilometer Luftlinie von der damaligen Berliner Stadtgrenze entfernt lag, mit dem Berliner Wegenetz. Nach der Eröffnung der Wannseebahn im Jahr 1874 und insbesondere nach der Eröffnung des Bahnhofs Grunewald 1879, der eigens für den Ausflugsverkehr gebaut wurde, entwickelte sich Schildhorn zum Lieblingsziel der Berliner Sonntagsausflügler. Mehrere zehntausend Sonntagsausflügler sollen in den 1880er Jahren am Bahnhof Grunewald angekommen und den Forst und insbesondere das Schildhorn besucht haben. Der Bau der ersten Restauranthalle des Wirtshauses am Schildhorn im Jahr 1881 trug dem Besucherandrang Rechnung. Da zu dieser Zeit das Picknick besonders beliebt war, durften die Gäste – bis in die 1950er Jahre – auch im Wirtshaus ihre mitgebrachte Verpflegung verzehren.

### Das denkmalgeschützte Ensemble Wirtshaus Schildhorn
Die Gebäude des Wirtshauses stehen seit 1985 als „ortsgeschichtlich wichtiges und seltenes Ensemble, […] das ein interessantes Kapitel der historistischen Wohnhaus- und Gastronomiearchitektur widerspiegelt“, als Baudenkmal unter Schutz. Das Gesamtensemble entstand ab 1865 in mehreren Baustufen auf einem halben Büdnergut an der Jürgenlanke.

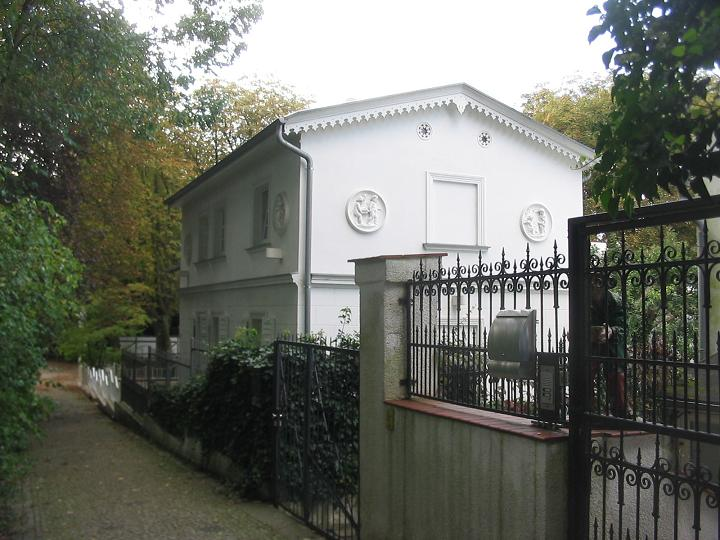
Spätklassizistisches Wohnhaus von 1860 mit vier Reliefmedaillons

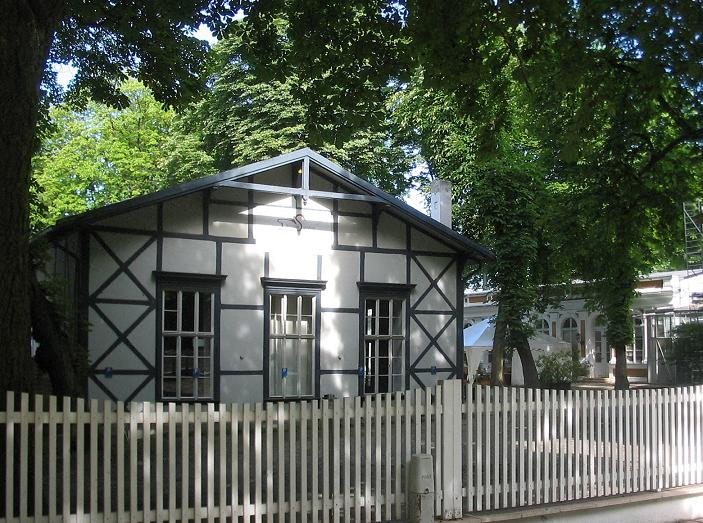
Wirtshaus, Restauranthallen von 1881 (links) und 1894

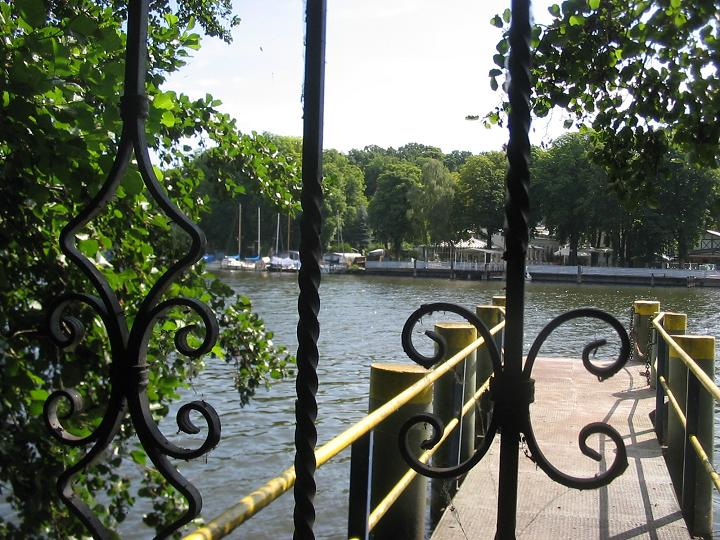
Blick vom Schildhorn über die Jürgenlanke zum Wirtshaus

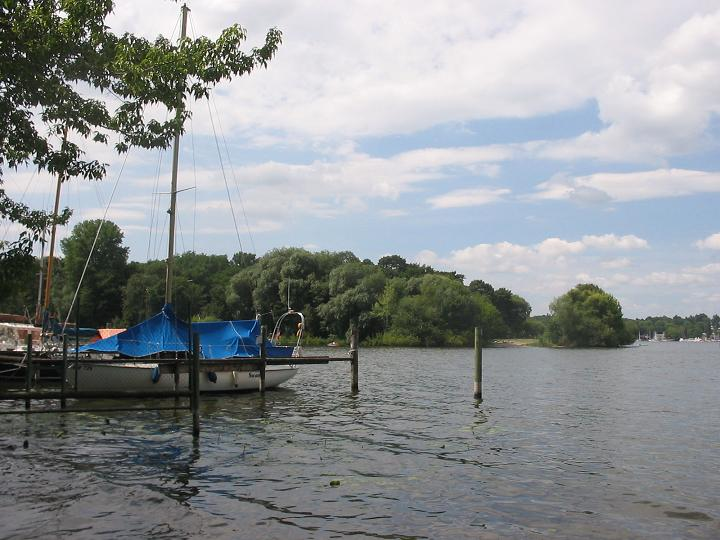
Blick vom Yachthafen über die Jürgenlanke zur Spitze von Schildhorn

- Die ersten Gebäude der 1860er und 1870er Jahre waren drei spätklassizistische Wohnhäuser zur Straßenseite. Das Haus Am Schildhorn Nr. 3 ließ 1870 ein Wegewärter errichten und mit vier Reliefmedaillons mit symbolischen Darstellungen der Jahreszeiten ausstatten.[18][23]
- Nach Entwürfen von C. Jacob folgte 1881 ein hallenartiger eingeschossiger Restaurantsaal aus einer leichten Fachwerkkonstruktion mit getünchten Backsteinen im Gefache, der als Veranstaltungs- und Tagungsraum für bis zu 250 Personen diente. Den Bau schließt ein flaches Satteldach, dessen offener Dachstuhl zu den signifikanten Merkmalen des Innern gehört.[24]
- Eine zweite Halle mit verglasten Arkaden aus dem Jahr 1894 geht wahrscheinlich auf Entwürfe von A. Merker zurück. Der im Stil der Neorenaissance gehaltene Putzbau weist in der Fassade große Rundbogenfenster mit zwischenliegenden Pilastern und einem breiten dominierenden Gesims mit hoher Attika auf. Der Veranstaltungsraum für 80 bis 100 Personen verfügt über eine Galerie-Bar. Angeschlossen ist ein Wintergarten mit einer Terrasse zum Wasser, der von hoch ragenden Gummibäumen gesäumt ist. Ein flaches Satteldach schließt auch diese Halle nach oben ab.[25]

Diese Bauwerke sind im Äußeren weitgehend erhalten.

### Rückgang der Ausflugsgastronomie und weitere Einrichtungen
Bis 1900 hatten sich drei große Ausflugslokale etabliert: Schröder, Richter und Ritzhaupt. Mit dem Rückgang der Ausflugsgastronomie nach dem Zweiten Weltkrieg verloren Schildhorn und Jürgenlanke an Attraktivität. 1965 baute die IG Bau für ihr Gemeinnütziges Erholungswerk (GEW) auf dem südlich gelegenen Gelände des ehemaligen und abgerissenen Hauses Ritzhaupt das Hotel Haus Schildhorn, dessen Grundstück kurz vor der Halbinsel endet. Das Gartenlokal ist öffentlich zugänglich. Das nördliche Lokal brannte zum Teil ab, sodass als historische Gaststätte lediglich das mittlere Gelände des ehemaligen Hauses Richter verblieb. Zahlreiche Pächterwechsel begleiteten die weitere Geschichte des letzten Wirtshauses. In den 1970er Jahren bestand hier eine Wienerwaldfiliale. Als auch diese Filiale aufgegeben hatte, verhinderte ein städtebaulich-landschaftsplanerisches Gutachten aus dem Jahr 1980 den geplanten Abriss der historischen Hallen. Unter einem neuen Pächter erfolgte 2003 nach vorübergehender Schließung eine Zwangsversteigerung, nachdem die Besucherzahlen im Grunewald infolge der Deutschen Wiedervereinigung und Öffnung der Berliner Mauer erneut zurückgegangen waren.
Im Jahr 2008 verfügt das Ausflugslokal neben den beschriebenen Gebäuden über einen großen Sommergarten für bis zu 1000 Gäste direkt an der Havel/Jürgenlanke, eine 50 Meter lange Bootsanlegestelle, Beachbar und Strandkörbe. Während sich an das Wirtshausgelände nach Süden das Gewerkschaftshotel anschließt, folgt im Norden der Yachthafen Schildhorn mit einer langen Steganlage aus rund 65 Liegeplatzboxen und einem Restaurant.

### Funktions- und Attraktivitätsverlust
Das im Auftrag des Berliner Senats erstellte Gutachten zu einer städtebaulich-landschaftsplanerischen Gesamtkonzeption Schildhorn/Jürgenlanke aus dem Jahr 1980 stellte einen Funktions- und Attraktivitätsverlust des Bereichs fest mit der Folge, dass das Schildhorn „mehr und mehr sein Gesicht zu verlieren drohte und den Eindruck des Ungeordneten aufkommen ließ.“ Die vorgeschlagenen Gegenmaßnahmen ließen sich aufgrund von Interessenkonflikten zwischen Landschaftsschutz, Wasserschutz, Denkmalschutz, Ausflugsgastronomie, Wassersport (Yachthafen) sowie Wander- und Badetourismus nur zum Teil umsetzen. Insbesondere der Ausbau zum neuen Erholungsschwerpunkt und zum Schwerpunkt für Wassersport ließ sich nicht realisieren. Mit Teilmaßnahmen wie der Anlage neuer Wege, dem Aufstellen von Informationstafeln und dem Abbau eines wilden, nicht genehmigten Campingplatzes trug der Berliner Senat dem Gutachten Rechnung.

### Kommunale Zugehörigkeit
Schildhorn gehörte lange zum Einflussbereich der bis 1920 selbstständigen Stadt Spandau, die deutlich älter als die Berliner Gründungsteile Cölln und Berlin ist. Bereits die jungslawische Siedlung am Schildhorn war Bestandteil der Siedelkammer im Einzugsbereich der slawischen Burg Spandau. Auch unter deutscher Herrschaft war die Teltower Heide, der spätere Forst Grunewald, laut Landbuch Karls IV. von 1375 der Burg Spandau abgabe- und dienstpflichtig. Die Teltower Heide erhielt später die Namen Spandower Heide und ab 1792 Spandauer Forst, nicht zu verwechseln mit dem heutigen Spandauer Forst. Zu dieser Zeit war Schildhorn Teil des Amtes Spandau. Gemäß einer Karte des Teltowischen Creises gehörten dann 1788 sämtliche Gebiete außerhalb Berlins südlich der heutigen Heerstraße und damit auch die südliche Spandower Heide mit Schildhorn zum Landkreis Teltow. Das nördlich angrenzende Pichelswerder blieb im Landkreis Osthavelland. Schildhorn wurde Teil des Gutsbezirks Grunewald-Forst. Erst mit der Gründung Groß-Berlins im Jahr 1920 kamen der Gutsbezirk und Schildhorn im neugegründeten 9. Bezirk Wilmersdorf zu Berlin.
Postalisch und telefonisch blieb Schildhorn Spandau noch zu Beginn des 20. Jahrhunderts verbunden. So findet sich als Ortsangabe aus dieser Zeit in der Regel Schildhorn bei Spandau und die Telefon-Nummern waren dem Teleph.-Amt Spandau zugeordnet. Seit 2001 gehört Schildhorn zum durch die Fusion der bisherigen Bezirke Charlottenburg und Wilmersdorf gegründeten Bezirk Charlottenburg-Wilmersdorf.

## Die Schildhornsage

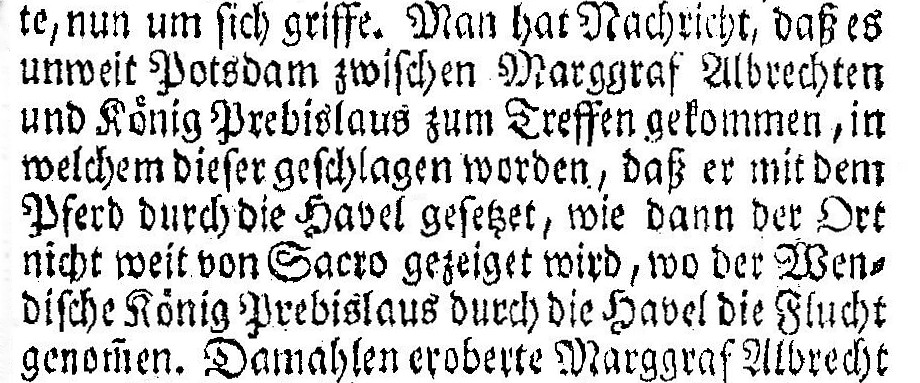
Erste bekannte schriftliche Notiz der Schildhornsage durch Jacob Paul von Gundling im Jahr 1730

Die Schildhornsage, oft auch als Schildhorn-Legende bezeichnet, bildet den Hintergrund für das Schildhorndenkmal und wurde in zahlreichen Erzählungen, Gedichten und Gemälden dargestellt. Historischer Hintergrund der Volkssage sind die letzten Kämpfe zwischen Slawen und Deutschen, nach denen der Askanier Albrecht der Bär 1157 die Mark Brandenburg gegründet hatte. Die Sage ging auf mündliche Überlieferungen zurück und existierte in den verschiedensten Ausschmückungen und Variationen hinsichtlich Zeit, Ort und Person. Nach Wilhelm Schwartz soll die Sage insbesondere in Pichelsdorf und weiteren Dörfern entlang der Havel sowie in Lietzow als „sich zum Theil widersprechende Volkstradition“ erzählt worden sein. Die älteste, noch sehr kurze Niederschrift stammt von Jacob Paul von Gundling aus dem Jahr 1730. Gundling stellte statt Jacza von Köpenick noch den Slawenfürsten Pribislaw in den Mittelpunkt des Geschehens, der 1157 bereits verstorben war. Als bekannteste Variante setzte sich seit den 1830er Jahren schrittweise die Schildhorn- oder Jacza-Version durch, die sehr wahrscheinlich auf Forschungen des Archivars und Historikers Adolph Friedrich Johann Riedel beruht, der 1831 Pribislaw durch Jacza ersetzte. Kurz zusammengefasst hat die bekannteste Version der Sage folgenden Inhalt:
Auf seiner Flucht vor Albrecht dem Bären soll Jacza auf seinem Pferd die Havel durchschwommen haben. Als er zu ertrinken drohte und der Slawengott Triglaw sein Flehen um Rettung nicht erhörte, habe er in seiner Not den bislang verhassten Christengott angerufen. Mit Hilfe des Christengottes habe er das rettende Ufer bei Schildhorn erreicht, sich aus Dankbarkeit zum Christentum bekehrt und seinen Schild und sein Horn an einem Baum zurückgelassen. Daher trage die Halbinsel den Namen Schildhorn.

## Das Schildhorndenkmal
Die bedeutendste künstlerische Darstellung der Jacza-Sage bildet das Schildhorndenkmal, das der Architekt Friedrich August Stüler nach Bleistiftskizzen Friedrich Wilhelms IV. von Preußen 1845 entwarf.

### Hintergrund und Entwürfe

#### Drei Monumente für die „todten uninteressanten“ Sandschellen der Mark
Im Zuge der Romantik setzte um 1830 im Vormärz eine märkische Historienmalerei ein, die sich beispielsweise in den Werken des Landschaftsmalers Carl Blechen ausdrückte. Die „vaterländischen Romane“ von Willibald Alexis gelten als ihre populärste Spielart in der märkischen Literatur. Inspiriert durch seine Reisen durch Italien und Süddeutschland fasste der musisch begabte „Romantiker auf dem Thron“, Friedrich Wilhelm IV., den Entschluss, „mit der Errichtung von […] sinnvollen Monumenten die oft todten uninteressanten Gegenden“ der Mark zu beleben. Drei Wendepunkte der Landesgeschichte sollten den abgelegenen „Sandschellen“ Geschichte einhauchen und den Reisenden Anreize bieten; für alle drei Wendepunkte fertigte Friedrich Wilhelm IV. eigenhändig Bleistiftskizzen an:
- Denkmal (Grabkapelle) für Joachim Friedrich im Grünauer Forst, zum Gedenken an den dort 1608 verstorbenen Kurfürsten (nicht erhalten, wich wahrscheinlich 1942 der Erweiterung des Bahngeländes am Bahnhof Grünau).[38]
- Kreuz am Kremmer Damm, zur Erinnerung an die Schlachten von 1332 und 1412. Erneuerung des bereits vorhandenen Kreuzes, darunter eine Sockelinschrift zum Gedenken an den Grafen von Hohenlohe, der an dieser Stelle gefallen war.
- Kreuz zu Schildhorn (Schildhorndenkmal), zur Gründung und Christianisierung der Mark 1157.[39]

#### Königliche Schildhornskizze für Stüler

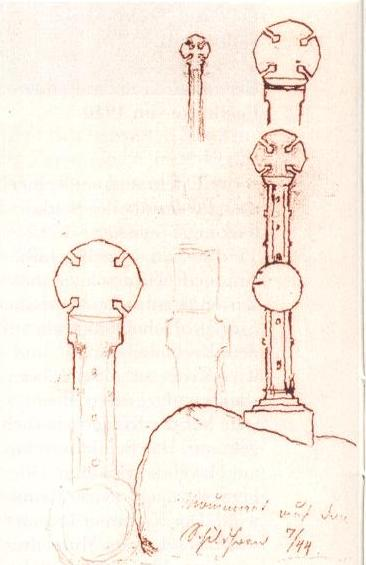
Denkmalskizze Friedrich Wilhelms IV., 1844

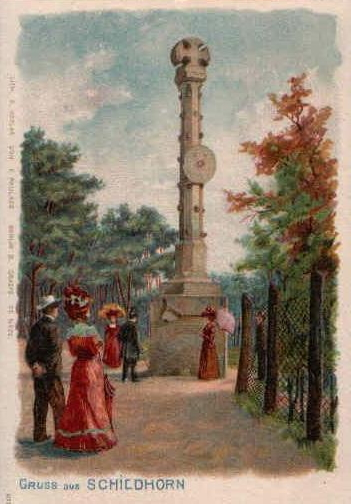
Schildhorndenkmal um 1900

Das Lieblingsobjekt des Königs war das Schildhornkreuz, dessen Sage „die königliche Phantasie in ihrem urchristlichen Gehalt am stärksten angeregt und zur eigenwilligsten Denkmallösung der Dreiergruppe geführt“ hat. Schildhorn kannte Friedrich Wilhelm IV. wahrscheinlich gut. Die Landzunge lag am Havelufer des alten Jagdreviers der Hohenzollern. Gemeinsam mit seinen Brüdern, insbesondere mit Prinz Carl, hatte der König die Jagdtradition im Grunewald, beziehungsweise im damaligen Spandauer Forst, und im Jagdschloss Grunewald wiederbelebt.
1841 bestellte der König beim Schinkel-Schüler Stüler Entwurfszeichnungen für ein zu errichtendes Monument auf dem Schildhorn bei Spandau. Der preußische Hofbaurat Stüler überreichte seine Entwürfe 1843 und im April 1844 dem königlichen Kabinettsrat Karl Albrecht Alexander von Uhden. Die Entwürfe fanden nicht den Beifall des Königs. Stüler sah für die Spitze des Denkmals einen Greifen, das Pommersche Wappentier, vor, während sich der König nach Mitteilung Uhdens „auf der Säule nicht den Greif […], sondern entweder ein einfaches Kreuz oder gar nichts“ wünschte. Seine Vorstellungen skizzierte Friedrich Wilhelm IV. 1844 wie nebenstehend abgebildet eigenhändig. Mit der Kabinettsorder vom 26. Juni 1844 beauftragte er dann den zwei Jahre zuvor zum Architekten des Königs ernannten Stüler offiziell mit der Ausführung. Die Vorgaben des Königs variierte Stüler nur noch leicht und entwarf ein gleicharmiges Kreuz für die Spitze.

### Baugeschichte

#### Errichtung 1845 und Inschrift 1893
Im Sommer 1845 stellte der Baurat Christian Gottlieb Cantian die aus Sandstein geformte Gedenksäule auf der Spitze des Höhenrückens von Schildhorn fertig. Die strenge achteckige Säule stilisiert einen Baumstumpf mit angedeuteten Ästen und ähnelt nach Feststellung der Kunsthistorikerin Eva Börsch-Supan einer romanischen Säule mit Astansätzen an der sächsischen Stiftskirche Wechselburg. Auf halber Höhe ist ein Rundschild aus Metall befestigt. Das krönende gleicharmige Kreuz symbolisiert Jaczas Hinwendung zum Christentum. Seine Kreisform geht auf das Trierer Marktkreuz von 958 zurück, das Erzbischof Heinrich I. als Hoheitszeichen gestiftet hatte. Es knüpft zudem an Schinkels zweiten Entwurf zum Ottobrunnen in Pyritz an. Das Denkmal fiel höher als zunächst geplant aus, statt 16 lag die Gesamthöhe bei 24 Fuß (knapp neun Meter). Die Säule ruhte ursprünglich auf einer achtkantigen Plinthe, die auf einem viereckigen Sockel eingezogen war. Um dem Sockel in dem weichen Teltowboden Halt zu geben, ließ Cantian ihn auf einem weiteren, flacheren und quadratischen Sockel verankern, der aus Feldsteinen gemauert war. Der vom König bereitgestellte Etat in Höhe von 420 Reichstalern wurde aufgrund der höheren Ausführung überschritten. 1893 wurde an dem wuchtigen Denkmalsockel folgende Inschrift in märkisch-plattdeutscher Mundart angebracht:
„Grot Wendenfürst, dorch Dine Mut

Es hier dat Denkmal obgebut,

doch hite geft kin Fersten mehr,

De drever swemmt mit Schild und Speer.“

Ehemalige Inschrift Denkmalsockel
„Großer Wendenfürst, durch Deinen Mut

ist hier dies Denkmal aufgebaut,

doch heute gibt’s keinen Fürsten mehr,

der darüber schwimmt mit Schild und Speer.“

Übersetzung
Die Inschrift war mit F.v.B. gezeichnet, wurde 1910 erneuert und war spätestens 1935 nicht mehr vorhanden.

#### Wiederaufbau 1954 und Denkmalpflege

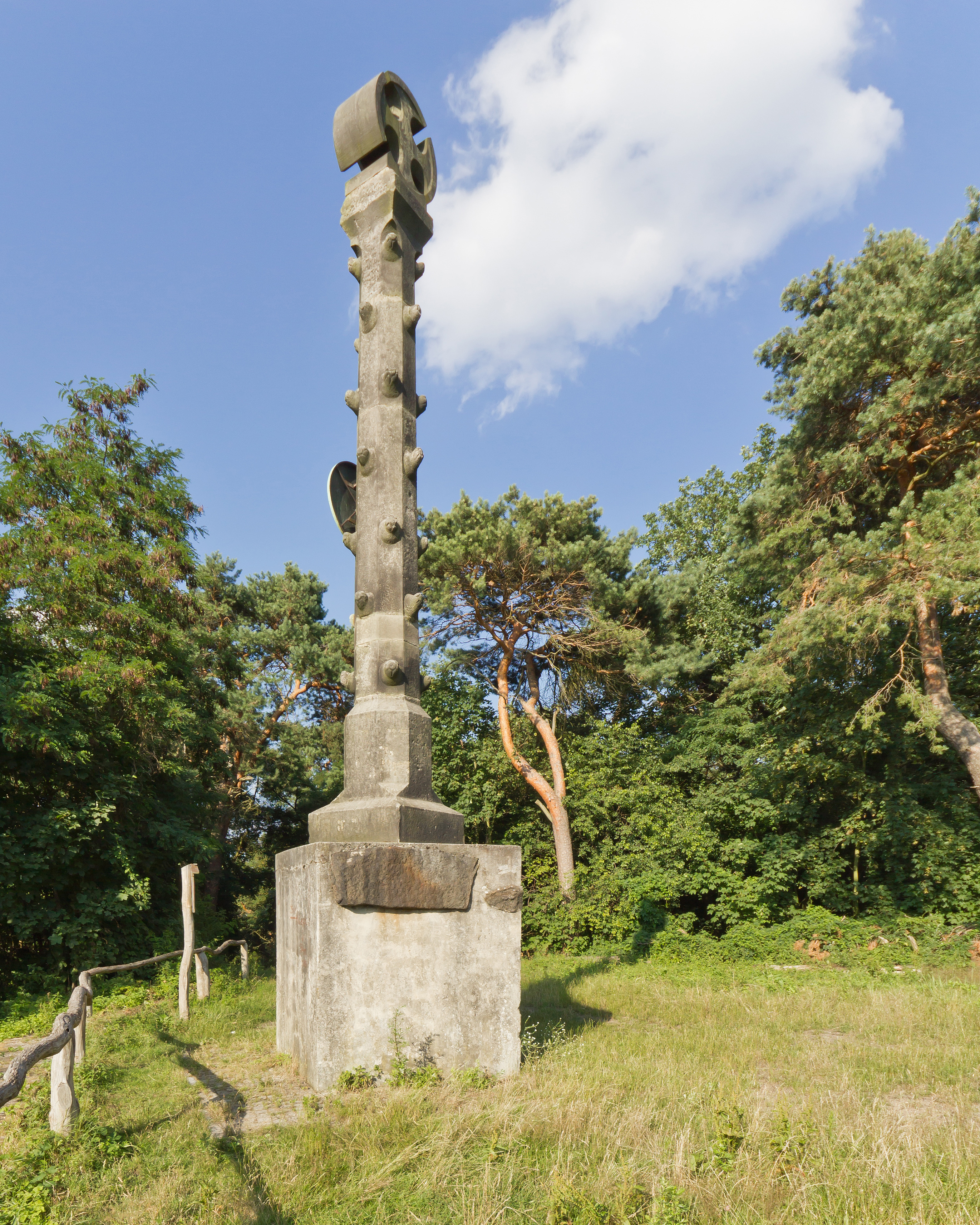
Schildhorndenkmal 2014

Nach seiner Zerstörung im Jahr 1945 rekonstruierten Lehrlinge der senatseigenen Dahlemer Steinmetzwerkstatt unter der Leitung von Karl Wenk das Denkmal 1954 mit Hilfe von Fotografien und vier Trümmerstücken. Der Wiederaufbau erfolgte auf einem im Vergleich zum Original erhöhten Sockel, der das Denkmal auf der inzwischen mit Bäumen bewachsenen Schildhornkuppe besser zur Geltung bringen sollte. Zu Beginn des 21. Jahrhunderts steht das Denkmal versteckt hinter Bäumen, während es zu seiner Bauzeit von allen Seiten und auch von der Havel sehr gut sichtbar war.
Mit dem im Gutachten des Berliner Senats aus dem Jahr 1980 für den Bereich Schildhorn/Jürgenlanke festgestellten Funktions- und Attraktivitätsverlust geriet auch das Denkmal, hinter hohen Bäumen und Sträuchern verborgen, zunehmend in Vergessenheit. Ein gartendenkmalpflegerisches Gutachten aus dem Jahr 1989 stufte das vernachlässigte Denkmal aufgrund seiner Geschichte und seines Symbolgehalts als erhaltenswert ein. Die vorgeschlagenen Maßnahmen, wie eine bessere Einbindung in die Landschaft, das Aufstellen von Bänken und die Installation von Informationstafeln, die Reinigung des Denkmals und die Ausbesserung von Rissen und Abbrüchen, setzte die Verwaltung kaum um. Lediglich am Spielplatz und am Fuß der Halbinsel weisen neuere Informationstafeln des Havelhöhenwegs auf das Denkmal und seine Geschichte hin. Das Denkmalumfeld und das Denkmal selbst, dessen Sockel bröckelt, erscheinen auch im Jahr 2008 ungepflegt.

### Das Denkmal in der Malerei
Zahlreiche Fotografien und Gemälde hielten das Schildhorndenkmal im Bild fest. Die bekannteste Darstellung ist das oben als Eingangsbild wiedergegebene Gemälde von Eduard Gaertner aus dem Jahr 1848. Das Bild zeigt die Säule drei Jahre nach ihrer Fertigstellung, als sie auf der damals unbewaldeten Landzunge wie eine Landmarke noch aus allen Richtungen weithin sichtbar war. Gaertner, dessen Stil sich nach dem Tod seines Förderers Friedrich Wilhelms III. von der klassizistischen Architekturmalerei zum eher romantischen Blick auf Natur und Geschichte gewandelt hatte, hielt auch die beiden anderen Monumente der Dreiergruppe für die „todten uninteressanten“ Sandschellen der Mark im Bild fest. Der Zyklus war für die königliche Aquarellsammlung bestimmt.

### Rezeption
Kunstkritik 
Die Ausführung des Denkmals wurde heftig kritisiert. Der Schauspieler, Theaterdichter und Publizist Louis Schneider, Mitglied im Tunnel über der Spree und dem 1861 verstorbenen Friedrich Wilhelm IV. als offizieller Vorleser treu ergeben, monierte 1869 unter anderem die Form des Kreuzes. Der Architekt und Redakteur K.E.O. Fritsch führte das Schildhorndenkmal auf seiner Gedenkrede vom 29. Januar 1900 zum hundertsten Geburtstag Stülers als Beispiel für die weniger gelungenen Arbeiten des Baumeisters an. Namentlich unter den von Friedrich Wilhelm IV. errichteten Denkmälern fänden sich bezeichnende Beispiele einer kleinlichen und künstlerisch unreifen Lösung: „Es sei nur an das Denkmal auf dem Schildhorn erinnert.“

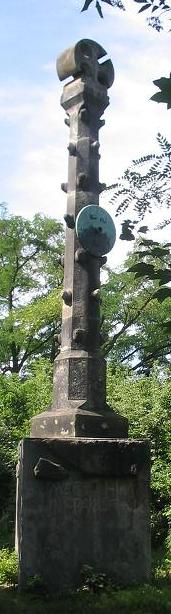
Schildhorndenkmal 2008

Theodor Fontane hatte bereits 1860 geschrieben:

„[Die Landzunge trägt an ihrer] vordersten Spitze […] ein grauschwarzes, wunderliches Bildwerk […], das halb an Telegraphenpfosten, halb an Fabrikschornsteine mahnt […]. Es wäre ausreichend gewesen, auf hoher griechischer Säule einen Schild aufzurichten und diesen Schild mit einem Kreuz von mäßiger Größe zu krönen. Das würde … «den Sieg des Kreuzes über das Heidentum» […] in aller Klarheit dargestellt haben. Archäologischer Übereifer […] hat seinen Sieg auf Kosten des guten Geschmacks gefeiert. Man hat den Stamm einer alten knorrigen Eiche in Sandstein nachgebildet und dadurch eine ohnehin schwer verständliche Figur geschaffen; der inmitten des Stammes aufgehängte Schild aber, der wie eine Scheibe an einem Pfosten klebt, schafft, aus der Ferne gesehen, vollends eine durchaus unklare und räthselhafte Figur.“

Gregor Geismeier hingegen kritisierte 1999 wiederum Fontanes Ausführungen, da dem Schriftsteller der Mark unter anderem die historischen Bezüge zum Trierer Marktkreuz und zur Stiftskirche Wechselburg entgangen seien. Verglichen mit der späteren Monumentalbildhauerei, die ihren Höhepunkt in der Siegesallee Kaiser Wilhelms II. erreichte, sei das Schildhorndenkmal von eigenwilliger und schöpferischer Phantasie geprägt und „ein originelles Seitenstück zur regen Diskussion um die vaterländische Frühgeschichte“ in der damaligen Zeit. Die Kunstkritikerin Eva Börsch-Supan wiederum vermisst die Geschmeidigkeit und den Trotz Stülers, dem „geistreichen königlichen Dilettanten“ entschieden entgegenzutreten. Dann wäre manches königliche Monument ein Projekt geblieben.

### In der Zeit des Nationalsozialismus
Während das Dritte Reich den Gründer der Mark und Gegenspieler Jaczas, Albrecht den Bären, zumindest gelegentlich für seine Ideologie vereinnahmt hatte, liegen für eine Instrumentalisierung Schildhorns durch nationalsozialistische Propaganda keine Belege vor. Zwar markierte Schildhorn Friedrich Wilhelms IV. „Wendepunkt der Landesgeschichte“, doch stand im Schildhornkreuz die Christianisierung der Mark im Vordergrund. Der Beitrag Pappenheims in der Spandauer Zeitung vom 13. Juli 1935 zum 90-jährigen Denkmaljubiläum enthält keine nationalistischen Inhalte und auch keine vaterländischen Glorifizierungen, während Loblieder auf den Deutschen Frauenarbeitsdienst oder die Jugend im neuen Reich das redaktionelle Umfeld des Artikels füllen. Eberhard Faden wies 1937 in der Festschrift zur 700-Jahr-Feier Berlins darauf hin, dass polnische Chroniken zum Zug Jaczas nach Brandenburg schweigen, und dass die Schildhornsage von der Taufe Jaczas, die Friedrich Wilhelm IV. den Anlass gab, die Schildhornsäule zu errichten, erst im 19. Jahrhundert aufkam.
Um Schildhorn blieb es in dieser Zeit so ruhig, dass sich hier noch 1943 Juden verstecken konnten. Die Autorin Inge Deutschkron beschrieb 2007 in einem Festvortrag der Gedenkstätte Deutscher Widerstand, wie sie sich in das Bootshaus in Schildhorn rettete. Das Bootshaus hatten Freunde der Autorin 1933 erworben, um „in ihrem Ruderboot auf der Havel zu fahren, ohne dass ihre politischen Gespräche belauscht werden konnten.“